# Harthausen (Igersheim)
Harthausen ist ein Ortsteil der Gemeinde Igersheim im tauberfränkischen Main-Tauber-Kreis in Baden-Württemberg.

## Geographie
Zur ehemaligen Gemeinde Harthausen gehören das Dorf Harthausen (⊙) und die Weiler Neubronn (⊙) und Reckerstal (⊙) sowie die abgegangenen Ortschaften Ritter(s)hof und Wüstenneussig.
Die bis zum Jahre 1972 selbstständige Gemeinde Harthausen ist innerhalb der Gemeinde Igersheim die zweitgrößte Ortschaft. Sie hat 481 Einwohner (Stand: 31. Dezember 2021) und liegt auf einer Höhe von 331 m ü. NN etwas unterhalb der Quelle des Harthäuser Talbaches. Harthausen ist vom Gemeindezentrum Igersheim etwa 6 km entfernt und kann über die Bundesstraße 19 leicht erreicht werden. Die Ortsgemarkung umschließt eine Gesamtfläche von 1013,2 ha mit einem Waldanteil von 309 ha und berührt im nördlichen Bereich die bayerische Grenze.

## Geschichte

### Mittelalter
Der Ortsname bedeutet so viel wie: „Haus am Hardt“ oder Haus am Wald und wird urkundlich erstmals im Jahre 1185, „juxta villam Harthusen“, im Zusammenhang mit dem Stift Neumünster in Würzburg genannt.
In den folgenden Jahrhunderten war das Stift Neumünster in Harthausen begütert, später kamen noch als Grundherrschaften das Prämonstratenserinnenkloster in Schäftersheim, die Herren von Hohenlohe-Brauneck und der Deutsche Orden hinzu. Im Jahre 1409 erwarb das Deutschordenshaus in Mergentheim das Dorf und gliederte es seinem Amt Neuhaus an. Harthausen unterstand nun 400 Jahre dem Deutschen Orden.

### Neuzeit
Im April 1809 befahl Napoleon die Aufhebung des Deutschen Ordens in allen Rheinbundstaaten und erlaubte dem Königreich Württemberg, den Mergentheimer Ordensbesitz und die Ämter Neuhaus, Balbach und Wachbach zu beschlagnahmen. Seit dieser Zeit gehört Harthausen zu Württemberg.
Am 1. Januar 1972 wurde Harthausen nach Igersheim eingemeindet.

### Wappen
Die Blasonierung des Wappens lautet in Silber auf grünem Dreiberg ein rotes Haus zwischen zwei grünen Tannen.

### Einwohnerentwicklung
Die Bevölkerung von Harthausen entwickelte sich wie folgt:
| Jahr | Gesamt |
| ---- | ------ |
| 1961 | 480    |
| 1970 | 496    |
| 2017 | 507    |

## Kultur und Sehenswürdigkeiten

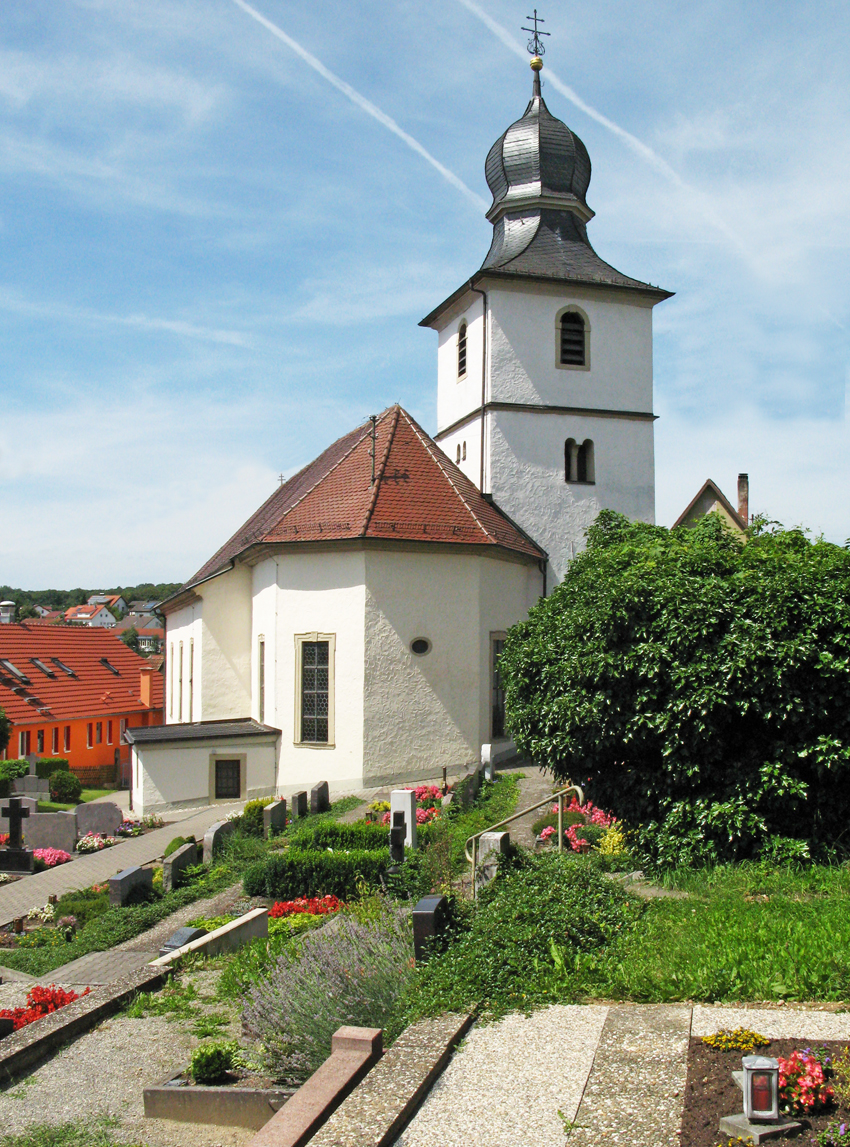
Harthausen: Die Pfarrkirche St. Aegidius (Juli 2009)

- St. Aegidius (Harthausen) von 1747

## Wirtschaft und Infrastruktur

### Ansässige Unternehmen
Die Firma Wittenstein SE hat ihren Hauptsitz in Harthausen.